# Эронз, Макс
Максимиллиа́н Джеймс Э́ронз (англ. Maximillian James Aarons; 4 января 2000 года, Лондон, Англия), более известный как Макс Э́ронз (англ. Max Aarons) — английский футболист, правый защитник клуба «Борнмут», выступающий на правах аренды за клуб «Рейнджерс».

## Клубная карьера
Начал футбольную карьеру в академии клуба «Лутон Таун».
В 2016 году стал игроком академии «Норвич Сити». В июне 2018 года подписал профессиональный контракт с клубом до 2021 года. 14 августа 2018 года дебютировал в основном составе «канареек» в матче Кубка Английской футбольной лиги против «Стивениджа». 28 августа забил свой первый мяч на профессиональном уровне в матче Кубка Английской футбольной лиги против «Кардифф Сити».
2 сентября Эронз дебютировал в Чемпионшипе, выйдя в стартовом составе «канареек» в дерби Восточной Англии против «Ипсвич Таун». Матч завершился вничью со счётом 1:1. В октябре 2018 года Макс продлил свой контракт с «Норвич Сити» до июня 2023 года.
По итогам сезона 2018/19 был включён в состав символической «команды сезона» в Чемпионшипе, а также был признан лучшим молодым игроком сезона в Английской футбольной лиге. Помог «Норвичу» выиграть Чемпионшип, обеспечив команде выход в Премьер-лигу. 17 июля 2019 года подписал новый пятилетний контракт с клубом.
10 августа 2023 года перешёл в «Борнмут» за 9 млн фунтов.

## Карьера в сборной
31 августа 2018 года получил вызов в состав сборной Англии до 19 лет на матчи против сборных Нидерландов и Бельгии.
В 2019 году дебютировал за сборную Англии до 21 года.
В марте 2021 года был включён в заявку сборной Англии до 21 года на матчи группового этапа молодёжного чемпионата Европы 2021 года.

## Личная жизнь
Макс является кузеном другого профессионального футболиста, Роландо Эронза.

## Статистика выступлений
Обновлено по состоянию на 22 мая 2023 года
| Выступление      | Выступление      | Выступление      | Лига | Лига | Кубки | Кубки | Еврокубки | Еврокубки | Прочие | Прочие | Итого | Итого |
| Клуб             | Лига             | Сезон            | Игры | Голы | Игры  | Голы  | Игры      | Голы      | Игры   | Голы   | Игры  | Голы  |
| ---------------- | ---------------- | ---------------- | ---- | ---- | ----- | ----- | --------- | --------- | ------ | ------ | ----- | ----- |
| Норвич Сити      | Чемпионшип       | 2018/19          | 41   | 2    | 2     | 1     | 0         | 0         | 0      | 0      | 43    | 3     |
| Норвич Сити      | Премьер-лига     | 2019/20          | 36   | 0    | 4     | 0     | 0         | 0         | 0      | 0      | 40    | 0     |
| Норвич Сити      | Чемпионшип       | 2010/21          | 45   | 2    | 2     | 0     | 0         | 0         | 0      | 0      | 47    | 2     |
| Норвич Сити      | Премьер-лига     | 2021/22          | 34   | 0    | 1     | 0     | 0         | 0         | 0      | 0      | 35    | 0     |
| Норвич Сити      | Чемпионшип       | 2022/23          | 45   | 1    | 12    | 1     | 0         | 0         | 0      | 0      | 57    | 2     |
| Норвич Сити      | Итого            | Итого            | 201  | 5    | 12    | 1     | 0         | 0         | 0      | 0      | 213   | 6     |
| Всего за карьеру | Всего за карьеру | Всего за карьеру | 201  | 5    | 12    | 1     | 0         | 0         | 0      | 0      | 213   | 6     |

## Достижения

### Командные достижения
«Норвич Сити»
- Победитель Чемпионшипа Английской футбольной лиги (2): 2018/19, 2020/21

### Личные достижения
- Член «команды сезона» в Чемпионшипе: 2018/19, 2020/21
- Лучший молодой игрок сезона в Английской футбольной лиге: 2018/19